# 20793 Goldinaaron
20793 Goldinaaron è un asteroide della fascia principale. Scoperto nel 2000, presenta un'orbita caratterizzata da un semiasse maggiore pari a 2,6222892 UA e da un'eccentricità di 0,1234191, inclinata di 2,52399° rispetto all'eclittica.